# Halfmaanvlindervis
De halfmaanvlindervis (Chaetodon lunula) is een straalvinnige vissensoort uit de familie van koraalvlinders (Chaetodontidae).
De wetenschappelijke naam van de soort is, vergezeld van een beschrijving, voor het eerst gepubliceerd in 1802 door Bernard Germain de Lacépède.
De soort staat op de Rode Lijst van de IUCN als niet bedreigd, beoordelingsjaar 2009. De omvang van de populatie is volgens de IUCN stabiel.